# Robert Ward (Bluesmusiker)
Robert Jeryl Ward (* 15. Oktober 1938 in Luthersville, Georgia; † 25. Dezember 2008 in Dry Branch, Georgia) war ein US-amerikanischer Bluessänger und -gitarrist. Er war von 1959 bis 1965 Frontmann der Band Ohio Players.

## Leben
Ward zog mit seinen Eltern 1960 nach Dayton, Ohio, wo er dann mit Marshal Jones (Bass), Clarence Satchell (Saxophon, Gitarre), Cornelius Johnson (Schlagzeug) und Ralph Middlebrooks (Trompete, Posaune) die Ohio Players gründete. Ward schrieb viele Songs für die Band, unter anderem Your Love is amazing. 1965 verließ er die Gruppe, um eine Solokarriere zu starten. Später zog er in die Gegend von Detroit mit einem Wohnsitz in Toledo, Ohio und veröffentlichte einige Singles nach seinem Namen aus den 1960er-Jahren. In den 70er-Jahren arbeitete er als Session-Musiker für Motown.
In den frühen 1990er-Jahren kam er zurück ins Rampenlicht. Er wurde von Black Top Records entdeckt und veröffentlichte Fear no evil, sein erstes Album in voller Länge.
Am 25. Dezember 2008 starb Robert Ward im Alter von 70 Jahren.